# Return Specialist
Return Specialist bezeichnet eine Position im American Football und Canadian Football. Ihre Aufgabe ist sowohl Punts, Kickoffs und seltener auch zu kurz geratene Field Goals zurückzutragen (return). Return Specialists üben normalerweise auch weitere Positionen aus. Die gegenteilige Position ist der Kicking Specialist.